# Robert-Oettel-Ehrennadel
Die Robert-Oettel-Ehrennadel, auch Ehrennadel der Rassegeflügelzüchter genannt ist benannt nach Robert Oettel und war eine nichtstaatliche Auszeichnung des Verbandes der Kleingärtner, Siedler und Kleintierzüchter (VKSK) der Deutschen Demokratischen Republik (DDR). Sie wurde in drei Stufen, Bronze, Silber und Gold für besondere Verdienste in der Zucht von Rassegeflügel und anderer Kleintiere verliehen. 
Die Stiftung erfolgte vor 1952. Die Ehrennadel zeigt innerhalb eines Lorbeerkranzes eines auf dem Kopf stehendes hellgrün lackiertes Quadrat, das an all ihren vier Eckpunkten über den Lorbeerkranz hinausreicht. In das Quadrat ist ein kleineres blau lackiertes Quadrat eingelassen, welches ebenfalls mit der Spitze nach unten gerichtet ist. In dieses Quadrat sind die Buchstaben: RGZ (Rassegeflügelzucht) zu lesen. Sowohl Lorbeerkranz, Rahmen der Quadrate und die Schrift sind in dem Farbton der verliehenen Stufe, bronzen, silbern oder golden gehalten. Die Rückseite der Ehrennadel ist glatt und zeigt eine senkrecht verlötete Nadel, die an ihrem Spitze verdreht ist um im Stoff Halt zu finden.

## Träger (Auswahl)
- Friedrich Joppich